# Алексеев, Геннадий Иванович
Генна́дий Ива́нович Алексе́ев (18 июня 1932, Ленинград — 9 марта 1987, Ленинград) — русский поэт, прозаик, художник, один из основоположников российского верлибра, кандидат архитектуры.

## Биография
Родился 18 июня 1932 года в Ленинграде в семье военного.
В 1956 году окончил Ленинградский инженерно-строительный институт (ЛИСИ) по специальности архитектура.
С 1956 до 1960 года работал архитектором в проектном институте Ленгипрострой. С 1960 учился в аспирантуре ЛИСИ, защитил диссертацию на соискание учёной степени кандидата архитектуры по теме «О художественном синтезе современной советской архитектуры и монументально-декоративной живописи» (1966). После аспирантуры был зачислен ассистентом на кафедру Истории и теории архитектуры ЛИСИ.
Работал в Художественно-оформительском комбинате Ленинградского отделения Художественного фонда РСФСР, где занимался художественным
оформлением архитектурных объектов.
Преподавал историю архитектуры и введение в архитектурное проектирование на архитектурном факультете ЛИСИ, будучи доцентом (1975) кафедры истории и теории архитектуры. С 1952 года участвовал в выставках как живописец и график, с 1953 года писал стихи. Несколько сборников Алексеева распространялись в самиздате в начале 1960-х гг.
С 1962 года стихи Алексеева время от времени публиковались в ленинградских периодических изданиях. В 1969 году он подготовил первый сборник своих стихов, на который написал внутреннюю (по заказу издательства) рецензию Иосиф Бродский:

Главный эффект, производимый верлибром <Алексеева>, — это чудо обыденной речи. <…> Мы видим доселе не замечавшуюся нами пластику обыденных оборотов, их своеобразную гармоничность, и тем самым наше отношение к словам, к собственной ежедневной речи и сама эта речь углубляются.

Книга Алексеева «На мосту» пролежала, однако, в издательстве семь лет и вышла только в 1976 году. При жизни автора вышли ещё три книги стихов, в том числе сборник «Обычный час» (1986), иллюстрированный им самим.
Роман Геннадия Алексеева «Зелёные берега» (1984) был издан посмертно (1990). В этой книге автобиографический пласт сочетается с причудливой фантасмагорией, переносящей рассказчика в 1908 год. Долгое время этот роман считался единственным крупным прозаическим произведением Алексеева, однако в 2014 году в книге «Неизвестный Алексеев» были изданы дневники и ранее неизвестный читателю экспериментальный роман «Конец света».
Умер в Ленинграде в ночь с 9 на 10 марта 1987 года, похоронен на Большеохтинском кладбище (Старая Коммунистическая площадка).

### Книги
- На мосту. — Л.: Советский писатель, 1976. — 88 с., 10 000 экз.
- Высокие деревья. — Л.: Советский писатель, 1980. — 72 с., 10 000 экз.
- Пригородный пейзаж. — Л.: Советский писатель, 1986. — 120 с.
- Обычный час. — М.: Современник, 1986. — 192 с., 10 000 экз.
- Я и город: Поэма, стихи, сонеты. — Л., 1991. — 200 с.
- Зеленые берега: Роман. — Л.: Советский писатель, 1990. — 336 с., 30 000 экз. СПб.: Новый Геликон, 1996. — 384 с., 5 000 экз.
- «Чудо обыденной речи…» — Новосибирск: Артель «Напрасный труд», 2002. — 32 с.
- Пригородный пейзаж. — СПб.: Знак, 2002. — 128 с., 100 экз.
- Избранные стихотворения. — СПб.: Геликон Плюс, 2006.— 576 с., илл.
- Ангел загадочный. — М.: АРГО-РИСК; Книжное обозрение, 2007. — 88 с.

### Собрание сочинений
- Неизвестный Алексеев. Т. 1: Неизданная проза Геннадия Алексеева — СПб.: Геликон Плюс, 2014. — 480 с., илл. — 1000 экз.
- Неизвестный Алексеев. Т. 2: Неизданные стихотворения и поэмы — [Статья Ю. Орлицкого]. — СПб.: Геликон Плюс, 2015. — 464 с., илл. — 1000 экз.
- Неизвестный Алексеев. Т. 3: Неизданная проза Геннадия Алексеева — СПб.: Геликон Плюс, 2017. — 504 с., илл. — 1000 экз.
- Неизвестный Алексеев. Т. 4: Неизданные стихотворения и поэмы: Послекнижие: Стихотворения 1973—1977 гг.: — СПб.: Геликон Плюс, 2018. — 492 с., илл. — 1000 экз.
- Неизвестный Алексеев. Т. 5: Вариации: Стихотворения последних лет. — СПб.: Геликон Плюс, 2019. — 488 с., илл. — 1000 экз.

## Переводы
- Закани, Обейд. Весёлая книга. Пер. с персидского Н. Кондыревой. Пер. стихов Г. Алексеева. — М.: Наука, 1965